# Sírepülő-világbajnokságok érmeseinek listája

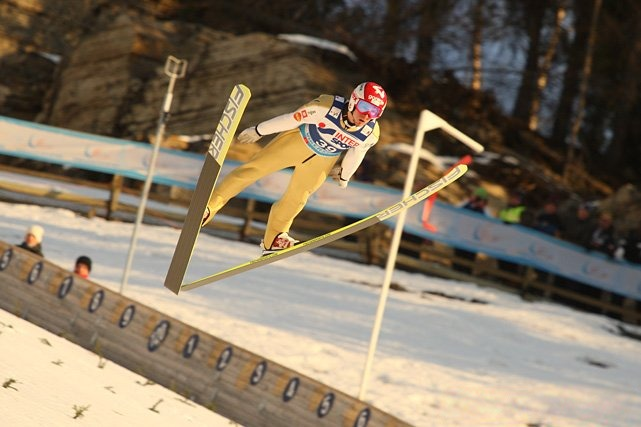
Robert Kranjec a 2012-es világbajnokságon, Vikersundban

A FIS Sírepülő-világbajnokságot 1972-től rendezik meg, a ritka kivételtől eltekintve két évente. A versenysorozat nem tartozik az északisí-világbajnokságok keretébe. A sírepülő versenyeket olyan síugró sáncokon rendezik meg, amelyeknek a K-pontja legalább 185 méter. A világbajnokságon a versenyzők négy sorozatot ugranak. A sorozatot megelőzi egy kvalifikációs menet, amiből negyven versenyző jut be a versenyre. Az első sorozatból kiesik további tíz ugró, a maradék harminc pedig tovább versenyez mindhárom sorozatban. A sorrend az egyes ugrásokra kapott pontszámok összege alapján alakul ki. Az egyéni versenyeken kívül négyfős nemzeti csapatok számára is rendeznek világbajnoki versenyt.

## Az egyéni világbajnokságok dobogósai
| Év   | Helyszín        | Világbajnok           | Második helyezett     | Harmadik helyezett  |
| ---- | --------------- | --------------------- | --------------------- | ------------------- |
| 1972 | Planica         | Walter Steiner        | Heinz Wossipiwo       | Jiří Raška          |
| 1973 | Oberstdorf      | Hans-Georg Aschenbach | Walter Steiner        | Karel Kodejška      |
| 1975 | Bad Mitterndorf | Karel Kodejška        | Rainer Schmidt        | Karl Schnabl        |
| 1977 | Vikersund       | Walter Steiner        | Anton Innauer         | Henry Glaß          |
| 1979 | Planica         | Armin Kogler          | Axel Zitzmann         | Piotr Fijas         |
| 1981 | Oberstdorf      | Jari Puikkonen        | Armin Kogler          | Tom Levorstad       |
| 1983 | Harrachov       | Klaus Ostwald         | Pavel Ploc            | Matti Nykänen       |
| 1985 | Planica         | Matti Nykänen         | Jens Weißflog         | Pavel Ploc          |
| 1986 | Bad Mitterndorf | Andreas Felder        | Franz Neuländtner     | Matti Nykänen       |
| 1988 | Oberstdorf      | Ole Gunnar Fidjestøl  | Primož Ulaga          | Matti Nykänen       |
| 1990 | Vikersund       | Dieter Thoma          | Matti Nykänen         | Jens Weißflog       |
| 1992 | Harrachov       | Kaszai Noriaki        | Andreas Goldberger    | Roberto Cecon       |
| 1994 | Planica         | Jaroslav Sakala       | Espen Bredesen        | Roberto Cecon       |
| 1996 | Bad Mitterndorf | Andreas Goldberger    | Janne Ahonen          | Urban Franc         |
| 1998 | Oberstdorf      | Funaki Kazujosi       | Sven Hannawald        | Dieter Thoma        |
| 2000 | Vikersund       | Sven Hannawald        | Andreas Widhölzl      | Janne Ahonen        |
| 2002 | Harrachov       | Sven Hannawald        | Martin Schmitt        | Matti Hautamäki     |
| 2004 | Planica         | Roar Ljøkelsøy        | Janne Ahonen          | Tami Kiuru          |
| 2006 | Bad Mitterndorf | Roar Ljøkelsøy        | Andreas Widhölzl      | Thomas Morgenstern  |
| 2008 | Oberstdorf      | Gregor Schlierenzauer | Martin Koch           | Janne Ahonen        |
| 2010 | Planica         | Simon Ammann          | Gregor Schlierenzauer | Anders Jacobsen     |
| 2012 | Vikersund       | Robert Kranjec        | Rune Velta            | Martin Koch         |
| 2014 | Harrachov       | Severin Freund        | Anders Bardal         | Peter Prevc         |
| 2016 | Bad Mitterndorf | Peter Prevc           | Kenneth Gangnes       | Stefan Kraft        |
| 2018 | Oberstdorf      | Daniel-André Tande    | Kamil Stoch           | Richard Freitag     |
| 2020 | Planica         | Karl Geiger           | Halvor Egner Granerud | Markus Eisenbichler |
| 2022 | Vikersund       |                       |                       |                     |
| 2024 | Bad Mitterndorf |                       |                       |                     |

## A csapat-világbajnokságok dobogósai
| Év, helyszín         | Világbajnok                                                                                      | Világbajnok                                                                                      | Második helyezett                                                                                | Második helyezett                                                                                | Harmadik helyezett                                                                               | Harmadik helyezett                                                                               |
| -------------------- | ------------------------------------------------------------------------------------------------ | ------------------------------------------------------------------------------------------------ | ------------------------------------------------------------------------------------------------ | ------------------------------------------------------------------------------------------------ | ------------------------------------------------------------------------------------------------ | ------------------------------------------------------------------------------------------------ |
| 2004 Planica         | Bjørn Einar Romøren Sigurd Pettersen Tommy Ingebrigtsen Roar Ljøkelsøy                           | Norvégia                                                                                         | Janne Ahonen Tami Kiuru Matti Hautamäki Veli-Matti Lindström                                     | Finnország                                                                                       | Thomas Morgenstern Andreas Widhölzl Andreas Goldberger Wolfgang Loitzl                           | Ausztria                                                                                         |
| 2006 Bad Mitterndorf | Bjørn Einar Romøren Lars Bystøl Tommy Ingebrigtsen Roar Ljøkelsøy                                | Norvégia                                                                                         | Janne Ahonen Tami Kiuru Matti Hautamäki Janne Happonen                                           | Finnország                                                                                       | Michael Neumayer Georg Späth Alexander Herr Michael Uhrmann                                      | Németország                                                                                      |
| 2008 Oberstdorf      | Martin Koch Thomas Morgenstern Andreas Kofler Gregor Schlierenzauer                              | Ausztria                                                                                         | Janne Ahonen Matti Hautamäki Harri Olli Janne Happonen                                           | Finnország                                                                                       | Anders Jacobsen Tom Hilde Anders Bardal Bjørn Einar Romøren                                      | Norvégia                                                                                         |
| 2010 Planica         | Wolfgang Loitzl Thomas Morgenstern Martin Koch Gregor Schlierenzauer                             | Ausztria                                                                                         | Anders Jacobsen Johan Remen Evensen Anders Bardal Bjørn Einar Romøren                            | Norvégia                                                                                         | Olli Muotka Matti Hautamäki Harri Olli Janne Happonen                                            | Finnország                                                                                       |
| 2012 Vikersumd       | Martin Koch Gregor Schlierenzauer Andreas Kofler Thomas Morgenstern                              | Ausztria                                                                                         | Severin Freund Maximilian Mechler Richard Freitag Andreas Wank                                   | Németország                                                                                      | Robert Kranjec Jure Šinkovec Jurij Tepeš Jernej Damjan                                           | Szlovénia                                                                                        |
| 2014 Harrachov       | Rossz időjárás miatt csak két sorozatot teljesítettek, így a csapatverseny eredményeit törölték. | Rossz időjárás miatt csak két sorozatot teljesítettek, így a csapatverseny eredményeit törölték. | Rossz időjárás miatt csak két sorozatot teljesítettek, így a csapatverseny eredményeit törölték. | Rossz időjárás miatt csak két sorozatot teljesítettek, így a csapatverseny eredményeit törölték. | Rossz időjárás miatt csak két sorozatot teljesítettek, így a csapatverseny eredményeit törölték. | Rossz időjárás miatt csak két sorozatot teljesítettek, így a csapatverseny eredményeit törölték. |
| 2016 Bad Mitterndorf | Anders Fannemel Johann André Forfang Daniel-André Tande Kenneth Gangnes                          | Norvégia                                                                                         | Andreas Wellinger Stephan Leyhe Richard Freitag Severin Freund                                   | Németország                                                                                      | Stefan Kraft Manuel Poppinger Manuel Fettner Michael Hayböck                                     | Ausztria                                                                                         |
| 2018 Oberstdorf      | Johann André Forfang Daniel-André Tande Robert Johansson Andreas Stjernen                        | Norvégia                                                                                         | Peter Prevc Domen Prevc Anže Semenič Jernej Damjan                                               | Szlovénia                                                                                        | Kamil Stoch Piotr Żyła Dawid Kubacki Stefan Hula                                                 | Lengyelország                                                                                    |
| 2020 Planica         | Daniel-André Tande Johann André Forfang Robert Johansson Halvor Egner Granerud                   | Norvégia                                                                                         | Constantin Schmid Pius Paschke Markus Eisenbichler Karl Geiger                                   | Németország                                                                                      | Piotr Żyła Andrzej Stękała Kamil Stoch Dawid Kubacki                                             | Lengyelország                                                                                    |